# Мартиросян, Тигран Геворкович
Тигран Геворкович Мартиросян (арм. Տիգրան Գ. Մարտիրոսյան; род. 9 июня 1988 в Ленинакане, Армянская ССР) — армянский тяжелоатлет, многократный чемпион Армении, трёхкратный чемпион Европы (2008, 2010, 2015), чемпион мира (2010). Заслуженный мастер спорта Армении (2009).

## Биография
Тигран Мартиросян родился в семье известного в Армении тяжелоатлета Геворга Мартиросяна. В 1999 году после смерти отца он начал заниматься тяжёлой атлетикой под руководством Ашота Мхитаряна.
В 2003 году стал призёром чемпионата Европы среди юношей, а в 2004 году – победителем этих соревнований. В том же году он завоевал золотую медаль чемпионата Европы среди юниоров, а в 2005 году повторил этот успех. С 2006 года начал выступать во взрослых соревнованиях. В 2007 году стал серебряным призёром чемпионата Европы в Страсбурге, а в 2008 году победил на чемпионате Европы в Линьяно и завоевал бронзовую медаль Олимпийских игр в Пекине. Через 8 лет, в 2016 году был лишён Олимпийской награды за применение допинга.
В 2009 году Тигран Мартиросян перешёл в более тяжёлую весовую категорию. Дебютировав в ней на чемпионате мира в Кояне, занял второе место, проиграв только китайцу Лю Сяоцзюню. В 2010 году стал чемпионом Европы, уверенно победив в обоих упражнениях, а на чемпионате мира в Анталье смог взять реванш у китайского атлета и завоевать звание чемпиона мира. Этот успех он посвятил памяти своего тренера Ашота Мхитаряна, скоропостижно скончавшегося за несколько месяцев до турнира. Тигран Мартиросян вошёл в историю как первый спортсмен, выигравший золотую медаль чемпионата мира по тяжёлой атлетике среди мужчин под флагом Армении. Федерация спортивных журналистов Армении признала его лучшим спортсменом страны 2010 года.

## Допинг
31 августа 2016 года Международный олимпийский комитет аннулировал результаты Тиграна Мартиросяна на Олимпийских играх 2008 и лишил его бронзовой медали в категории до 77 кг.